# Список самых высоких зданий префектуры Окинава
В списке приведены небоскрёбы префектуры Окинава с высотой от 60 метров, основанные на стандартных измерениях высоты. Эта высота включает шпили и архитектурные детали, но не включает антенны радиовышек и башен.

## Самые высокие здания
| Рейтинг | Название                                                | Фото | Высота м | Высота до крыши | Этажность | Год  | Город           | Примечания        |
| ------- | ------------------------------------------------------- | ---- | -------- | --------------- | --------- | ---- | --------------- | ----------------- |
| 1・2    | Ryu:x Tower The West Tower and The East Tower           |      | 104.8    | 98.8            | 30        | 2013 | Наха            | [ 1 ] [ 2 ] [ 3 ] |
| 3       | Daiwa House                                             |      | 89.8     | 83.85           | 25        | 2007 | Наха            | [ 4 ]             |
| 4       | Puremisuto Makishi Tower Kokusai Street Tower Residence |      | 88.9     |                 | 25        | 2010 | Наха            | [ 5 ]             |
| 5       | The Beach Tower Okinawa                                 |      | 80.9     |                 | 24        | 2004 | Накагами, Тятан | [ 6 ]             |
| 6       | Naha Shintoshin Center Building                         |      | 77.8     |                 | 18        | 2011 | Наха            | [ 7 ]             |
| 7       | Okinawa Prefecture Government Building                  |      | 71.7     |                 | 14        | 1990 | Наха            | [ 8 ]             |
| 8       | Hotel Nikko Naha Grand Castle                           |      | 71.5     |                 | 20        | 1973 | Наха            | [ 9 ]             |
| 9       | Hyatt Regency Naha Okinawa                              |      | 67       |                 | 18        | 2015 | Наха            |                   |
| 10      | Furesukoa Asahibashi                                    |      | 60       |                 | 18        | 2009 | Наха            | [ 10 ]            |

## Более несуществующие небоскрёбы
В этом списке представлены здания префектуры Окинавы которые подпадают под определение высоких и сверхвысоких — они были уничтожены или подверглись сносу.
| Рейтинг | Название   | Фото | Высота м | Высота до крыши | Этажность | Год постройки | Город | Примечания        |
| ------- | ---------- | ---- | -------- | --------------- | --------- | ------------- | ----- | ----------------- |
| -       | Башня Наха |      | 82.6     |                 | 19        | 1973          | Наха  | Снесён 2014 году. |